# (14104) Delpino
(14104) Delpino – planetoida z grupy pasa głównego asteroid okrążająca Słońce w ciągu 5 lat i 226 dni w średniej odległości 3,16 j.a. Została odkryta 2 października 1997 roku w obserwatorium w Sormano przez Valtera Giulianiego. Nazwa planetoidy pochodzi od Federico Ernesto Delpino (1946-2007), włoskiego astronoma, pracownika Bologna Observatory. Przed nadaniem nazwy planetoida nosiła oznaczenie tymczasowe (14104) 1997 TV.